# 륭순
륭순(隆舜, 861년 ~ 897년)은 877년부터 사망한 897년까지 남조국의 제13대 군주이자 대봉민(大封民)의 제2대 황제이다.